# Gelbe Ukraine

Einer der zahlreichen Flaggenentwürfe für den Gelben Keil

Die Gelbe Ukraine bzw. der Gelbe Keil (ukrainisch Жовтий Клин Schowtyj Klyn) ist ein ukrainisches ethnisches Territorium in der unteren Wolgaregion. Ihor Schulha, ein Historiker aus Saratow, prägte im Jahr 2008 diese Bezeichnung für dieses Gebiet. Es liegt außerhalb der Grenzen des festen ukrainischen ethnischen Territoriums (analog zum Grünen, Grauen und Himbeerenen Keil).
In den Transwolga-Regionen des Gelben Keils gibt es ein dichtes Netz ukrainischer Siedlungen, vor allem in Astrachan, Wolgograd, Saratow und Samara. Die Bevölkerung dieser Regionen ist gemischt, im Allgemeinen dominieren Russen, es gibt jedoch eine Reihe von Bezirken und Dörfern, in denen Ukrainer aufgrund der konzentrierten Besiedlung im Vergleich zu anderen Nationalitäten die lokale Mehrheit stellen. Die Besiedlung des Gelben Keils durch Ukrainer ist uneinheitlich. Es gibt sogar rein ukrainische ländliche Gebiete (Inseln). Auch gemischte russisch-ukrainische Landkreise sind weit verbreitet. Die größten ukrainischen Gemeinden konzentrieren sich auf die Städte Saratow und Wolgograd. Außerdem sind bedeutende ukrainische Gemeinschaften in Samara, Toljatti, Kasan und Astrachan konzentriert.

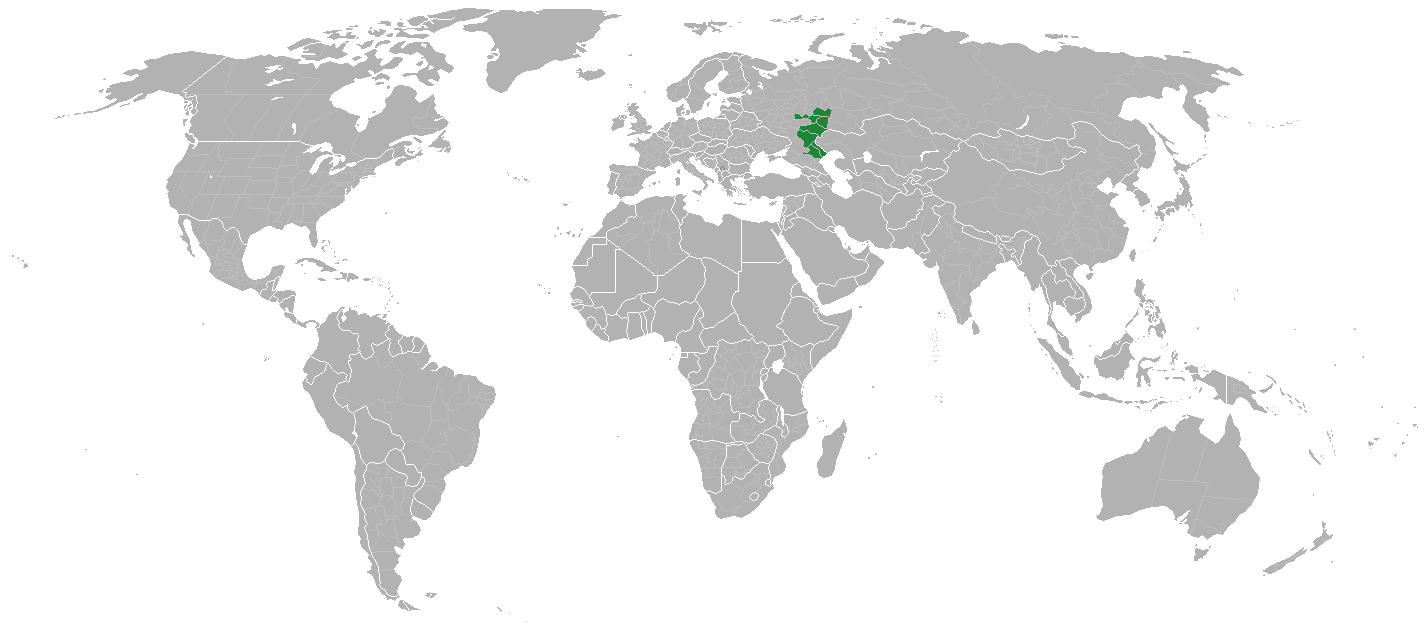
Lage des Gelben Keils

Auch die angrenzenden Gebiete von Nadural, die ebenfalls zum Südural gehören, werden manchmal zum Gelben Keil gezählt. Bedeutende ukrainische ländliche Inseln sind in der Oblast Orenburg, im Ural, in der Oblast Aqtöbe und im Süden von Baschkortostan bekannt. Große städtische Gemeinden gibt es in Orenburg, Orsk, Aqtöbe, Atyrau und Oral.

## Demografische Statistiken

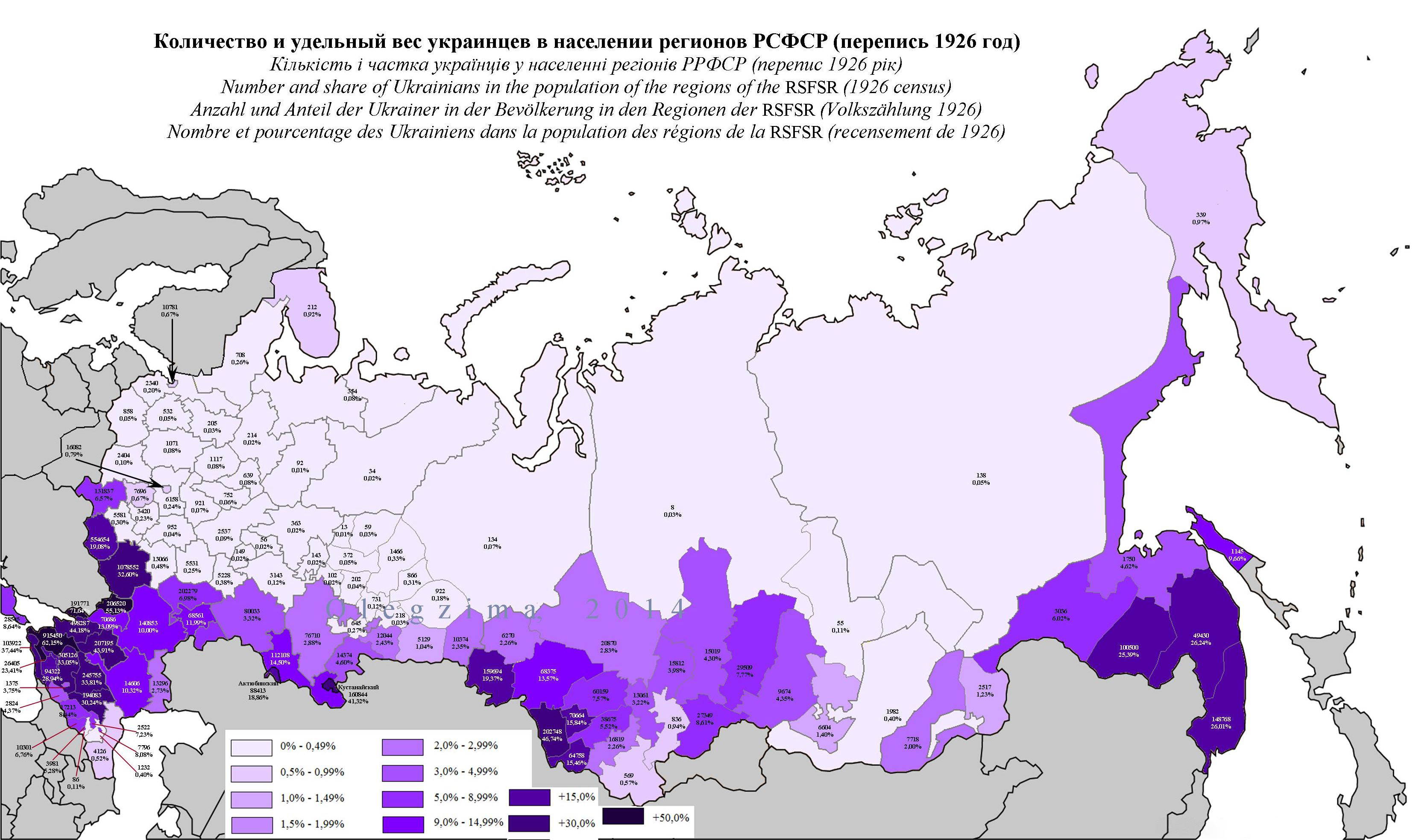
Ukrainer in Russland im Jahr 1926

Der Gelbe Keil kann konventionell in die Regionen Untere Wolga und Mittlere Wolga unterteilt werden. Die Oblaste Astrachan und Wolgograd sowie der nordöstliche Teil Kalmückiens gehören zur Unterwolga-Region, die Oblaste Saratow und Samara zur oberen Wolgaregion. Von allen Regionen sind die Ukrainer am stärksten in der Region Saratow konzentriert.
In der unteren Wolgaregion ergab die Volkszählung von 1926, dass 15.000 Ukrainer im Autonomen Gebiet Kalmückien, 14.000 in Astrachan und Umgebung und 141.000 im Gebiet Stalingrad lebten.
Im Jahr 1926 lebten in der Oblast Saratow 202.000 Ukrainer. Laut der Ukrainischen Sowjetenzyklopädie lebten Anfang der 1970er Jahre 5,2 % der Ukrainer in der Region Saratow bei einer Gesamtbevölkerung von 2.252.000 Einwohnern. Wenn man diesen Prozentsatz mit Zahlen aus dem Jahr 1926 vergleicht, ist die Zahl der Ukrainer in der Oblast Saratow um fast die Hälfte zurückgegangen.
Im Jahr 1926 lebten 80.000 Ukrainer in der Region der Mittleren Wolga, also im Gebiet Samara. Im Norden grenzt die Region Samara an zwei autonome Republiken – Tatarstan und Baschkortostan. Im Jahr 1926 lebten dort 77.000 Ukrainer, doch auch diese Zahl ging während der Sowjetzeit zurück.

## Geschichte

### Frühe Siedlungen: 17. und 18. Jahrhundert
Die ursprüngliche Ansiedlung der Ukrainer in der unteren Wolgaregion hing mit der Militärpolitik der Regierung der Region Moskau zusammen: Es galt, den Nomaden aus dem Süden den Weg zu versperren, die in einzelnen Expeditionen weit nach Norden vordrangen. Bei ihren Streifzügen wurden die kleinen Bauernsiedlungen in dieser Gegend verheert. Für diese Verteidigung rekrutierten zaristische Agenten auch ukrainische Kosaken, die hier Tscherkasen genannt wurden. Wasyl Tschubenko, ein Forscher der Wolga-Ukrainer, schreibt Folgendes über ihren Militärdienst:
"In der Mitte des 17. Jahrhunderts dienten die „Tscherkasen“ in der unteren Wolgaregion und in den Garnisonen vieler Wolgastädte sowie an Wachlinien. In der ersten Hälfte des 18. Jahrhunderts wurde die Zarizyna-Schutzlinie errichtet, die den Weg versperrte, auf dem Nomaden aus dem Süden weit nach Norden vordrangen und die Siedlungen sesshafter Menschen überfielen. Ein ukrainischer Kosak schlug vor, die direkt an die Zarizyna-Linie angrenzenden Gebiete von Norden her mit willigen Ukrainern zu besiedeln. Peter I. gefiel diese Idee. Er ordnete an, dass in den Mandatsgebieten nur Ukrainer angesiedelt werden sollten. Einige Jahre später entstanden an der Wolga neue ukrainische Siedlungen, darunter auch Dubiwka. Im Jahr 1732 bildete die russische Regierung aus Ukrainern die Wolga-Kosaken-Armee und fügte ihr mehrere hundert Donkosaken hinzu. Sie existierte etwa ein halbes Jahrhundert lang. Sie wurde wegen eines Wechsels auf die Seite von Pugatschow aufgelöst."
Dies waren die ersten Siedlungen in der unteren Wolgaregion. Freiwillige Siedlungen entstanden in der Nähe von Militärsiedlungen auf Gebieten, die zu dieser Zeit in der unteren Wolgaregion sehr selten besiedelt waren und größtenteils freie Flächen waren. Siedler kamen hauptsächlich aus der Sloboda-Ukraine und der linksufrigen Ukraine.
Die Massenbesiedlung der Region durch Ukrainer begann im 18. Jahrhundert, als die Bevölkerung des Hetmanats und der Sloboda-Ukraine, die der zunehmenden Ausbeutung durch die Grundbesitzer zu entkommen versuchte, weiter nach Osten zog. Der Grund für den Beginn der weiteren Auswanderung nach Osten war die übermäßige Erpressung durch die russischen Behörden während der Einquartierung russischer Truppen im Hetmanat und der Sloboda-Ukraine während des Russisch-Türkischen Krieges von 1735–1739. Da die Don-Region aufgrund der aktiven Ansiedlung von Ukrainern langsam ein ukrainisches Bewusstsein entwickelte, erließ die russische Regierung Anweisungen, ukrainischen Bauern nicht zu erlauben, sich im Gebiet bis zur Wolga niederzulassen, sondern die Migranten über die Wolga und weiter an den Ural zu transportieren.
Neben Siedlungen, Sloboden und Bauernhöfen ließen sich Ukrainer auch in Städten nieder. Insbesondere im 18. Jahrhundert gab es neben Saratow und Kamyschin auch ukrainische Zentren in Tschorny Jar, Krasny Jar, Kisljar, Jenotawsk und vor allem in Astrachan, das damals ein wichtiges Zentrum der lokalen Fischereiindustrie sowie eine Provinzhauptstadt war. Es war eine multikulturelle Stadt, in der Tataren, Armenier, Georgier, Inder, Bucharier, Iraner und Ukrainer lebten. In den beiden bis heute erhaltenen statistischen Listen aus den Jahren 1763 und 1782 lebten in Astrachan 811 Ukrainer, davon 486 Männer und 325 Frauen. Das Oberhaupt der ukrainischen Gemeinde war Ihnat Djuschenko (Djuschenkow). Die Ukrainer von Astrachan kamen größtenteils aus der Ukraine und stammten aus Sloboda-Regimentern aus Lubny, Hadjatsch, Poltawa und Nischyn. Auf den Listen befanden sich auch Ukrainer, die bereits in ukrainischen Siedlungen an der Wolga und in Astrachan selbst geboren waren.

### Tschumaken-Siedlungen

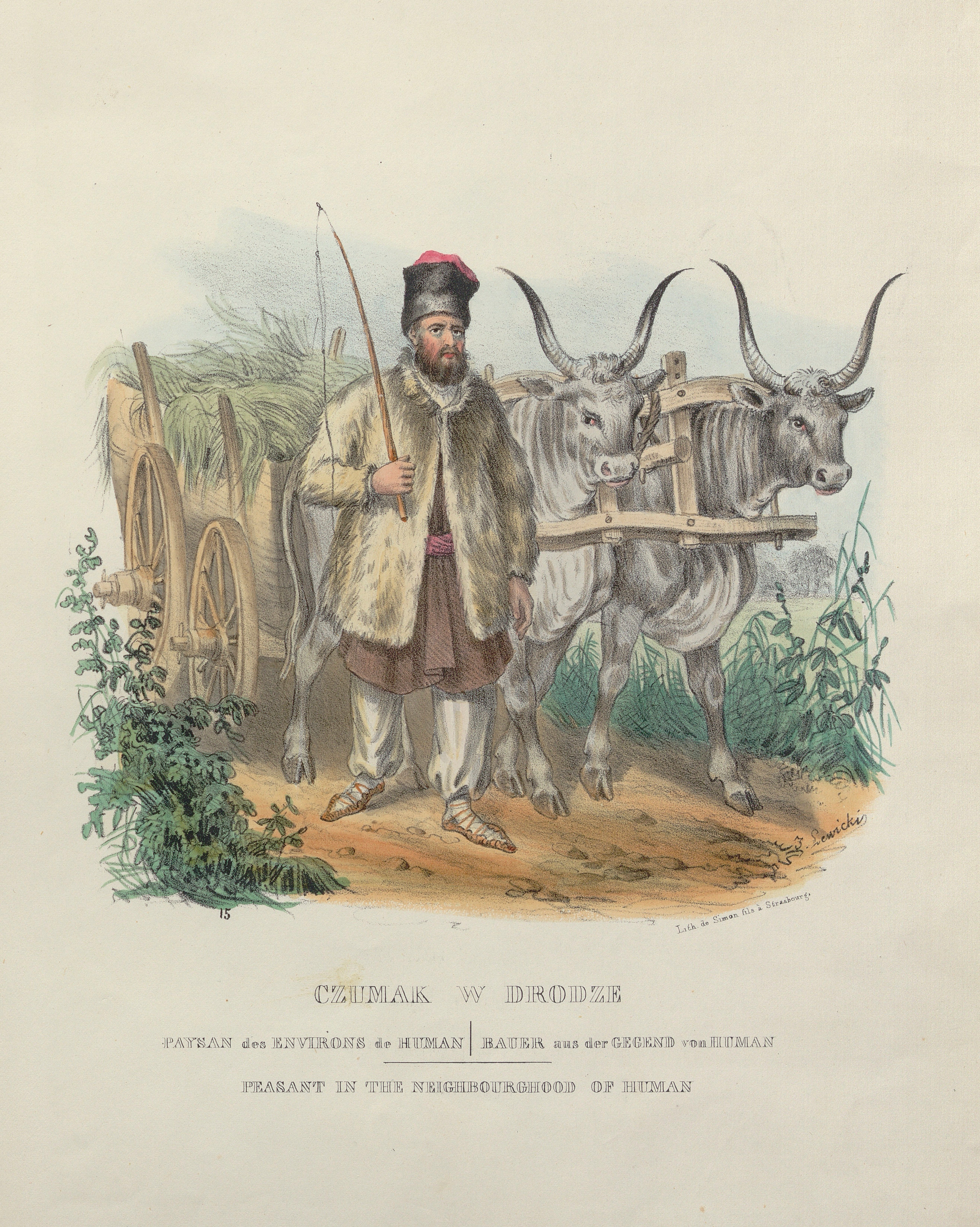
Tschumak, 1841

Eine besondere Rolle in der unteren Wolgaregion kommt den ukrainischen Tschumaken (ukrainisch чумак/čumak) zu, als 1747 der Salzabbau am Eltonsee und dessen Verkauf zum Monopol der zaristischen Regierung wurde. Elton ist ein See mit einer Fläche von 172 Quadratkilometern, der 300 km südöstlich von Saratow und 130 km von Dmitrijewsk entfernt liegt. In diesen See münden sieben Salzflüsse, deren Wasser Salz auf dem Grund des Sees ablagert.
Der Salzabbau begann in der zweiten Hälfte des 17. Jahrhunderts. Die Regierung des Moskauer Reiches stellte jedoch fest, dass mit dem Salzabbau hohe Gewinne erzielt werden konnten, und ordnete diesen Betrieb dem Salzamt unter. Zu diesem Zweck wurde in Saratow das Salzkommissariat eröffnet, das begann, die Salzproduktion auszubeuten und den privaten Charakter ihrer Verwendung zu bekämpfen. Die Kalmücken, die ihre nationalen und wirtschaftlichen Ansprüche auf den Eltonsee stellten, führten einen ständigen Kampf mit diesem Salzkommissariat, das später in Salzbasisbüro umbenannt wurde. Um die Gewinnung und den Transport von Salz vom Eltonsee nach Dmitrijewsk und Saratow sicherzustellen, rekrutierte die zaristische Regierung Kosaken, die den Tschumaken beim Salztransport bewaffneten Schutz bieten sollten.
Aufgrund der Tatsache, dass die Tschumakerei (ukrainisch чумацтво/čumactvo, чумакування/čumakuvannja) in dem unbewohnten Gebiet schwierig war, rekrutierte die zaristische Regierung unter den Ukrainern nicht nur Kosaken, sondern auch Tschumaken. Laut W. Ju. Tschubenko war es schwierig, in der dünn besiedelten Unterwolga-Region bei völliger Straßenlosigkeit ausreichend Transportmittel zu finden. Deshalb wandte sich die Regierung an die ukrainischen Tschumaken.

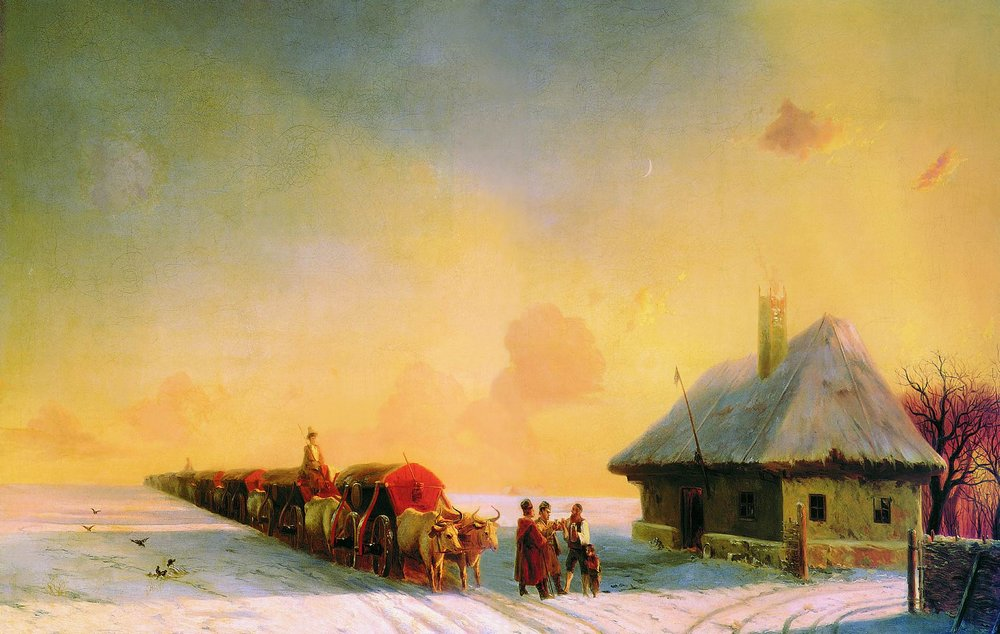
Tschumaken in Kleinrussland, 1850er/1860er

Am gegenüberliegenden Ufer der Wolga bei Saratow gründeten die Tschumaken die Pokrowsker Slobode (heute die Stadt Engels) und von dort aus flussaufwärts und flussabwärts der Wolga ein Dutzend kleinerer Siedlungen. Die Mykolajiwska-Slobode entstand in der Nähe der Stadt Dmitrijewsk. Gab es früher im Osten bis zum Ural keine besiedelten Gebiete, sondern nur Nomadensiedlungen, so sind hier später viele Tschumaken-Dörfer entstanden. In der zweiten Hälfte des 18. Jahrhunderts entstanden Tschumaken-Sloboden und -Weiler nordöstlich von Saratow – entlang der Irgis, am Fluss Achtuba. So wurde 1805 die Slobode Zariwka von ukrainischen Tschumaken genau an der Stelle gegründet, an der sich einst Sarai, die Hauptstadt der Goldenen Horde, befunden hatte.
Die Gewinnung von Elton-Salz entwickelte sich zu einem großen, profitablen Wirtschaftszweig, weshalb sich die zaristische Regierung um die ukrainischen Tschumaken kümmerte. Sie waren vom Militärdienst befreit und das Land der Tschumaken der Elton-Fischerei blieb unangetastet. Auf diese Weise entstand in der Wolgaregion ein eigentümlicher Rechtsstaat der Tschumaken, der sich 1827 noch weiter festigte, als durch kaiserlichen Erlass die Tschumaken als „zum Eltonsee gehörend“ anerkannt wurden und fortan „Reichsbauern“ genannt wurden.
Es gab einen Unterschied zwischen den Tschumaken der Ukraine und den Tschumaken der Wolga-Region: In der Ukraine waren sie nicht nur Träger, sondern auch Händler und Verkäufer von Salz, in der Wolga-Region beschränkte sich ihre Tätigkeit ausschließlich auf den Transport von Salz. Tschumaken aus der Ukraine pflegten ständigen Kontakt zu ukrainischen Tschumaken oberhalb der Wolga – sie kamen hierher, kauften Salz, Fisch und andere Waren und transportierten sie in die Ukraine. Von großer Bedeutung war das Dorf Dubowka, wo sich die Straßen von der Wolga zum Don kreuzten. „Vom Frühling bis zum Spätherbst gab es zwischen Dubowka an der Wolga und dem Dorf Kachalowska am Don eine kontinuierliche Bewegung der Tschumaken. Sehr oft transportierten diese ganze Schiffe mit Ochsen, wobei die Fortbewegung durch Segel unterstützt wurde. Die Tschumakerei spielte eine bedeutende Rolle bei der Entwicklung, Besiedlung und Entwicklung der Wirtschaft der unteren Wolgaregion“, schreibt W. Ju Tschubenko.
In der zweiten Hälfte des 19. Jahrhunderts begann sich die Salzfischerei am Baskuntschak-See intensiver zu entwickeln, da zu der Zeit eine Eisenbahn von Saratow aus verlegt wurde. Mit der Entwicklung dieses Salzzentrums ging die Salzproduktion in Elton zurück und durch einen kaiserlichen Erlass aus dem Jahr 1827 wurden alle Tschumaken zu den Reichsbauern gezählt. Obwohl Elton-Salz immer noch von ukrainischen Tschumaken transportiert wurde, begannen die meisten ehemaligen Wolga-Tschumaken, sich anderen Wirtschaftszweigen zuzuwenden, insbesondere der Viehzucht und der Landwirtschaft. Auf dem Gebiet des Gelben Keils ließen sich neben Tschumaken und Kosaken auch Fischer nieder, die nicht nur in der Wolga, sondern auch in Achtuba und im Kaspischen Meer fischten.

## Ethnonyme der Ukrainer im Gelben Keil
Im Gelben Keil wurden drei Hauptnamen für Ukrainer verwendet: Kleinrussen, Tscherkasen und Chochly. So bezog sich der Name Tscherkas insbesondere auf die ukrainischen Kosaken, die Festungen und Befestigungen (Horody) gründeten. Auch Ukrainer, die sich im Norden des Gelben Keils niederließen – auf dem Gebiet der heutigen Gebiete Pensa, Samara, Uljanowsk, Tatarstan und Baschkortostan – wurden meist Tscherkasen genannt. Erhalten sind insbesondere die Toponyme Tscherkassy und die Tscherkaska-Straße in der Stadt Pensa, die in der zweiten Hälfte des 17. Jahrhunderts von ukrainischen Kosaken gegründet wurde.
Tschubenko weist darauf hin, dass in den Staatsdokumenten des 17. Jahrhunderts über die Siedler die beiden Ethnonyme „Tscherkasen“ und „Kleinrussen“ identisch verwendet wurden. Insbesondere heißt es im Senatsbeschluss von 1724, der die Besiedlung des rechten Wolga-Ufers durch Ukrainer genehmigte: „Laut dem oben erwähnten Schitkow werden sich die Kleinrussen gemäß dem Inhalt dieser Dekrete Seiner Kaiserlichen Majestät weiterhin wie bisher in den gezeigten Brücken niederlassen und ihnen Zeugnis geben, damit sie wirklich Tscherkasen sind“. In einem weiteren Dekret, das 1763 die Ansiedlung der Tschumaken in der Region Saratow gesetzlich formalisierte, hieß es: „Richten Sie eine angemessene Aufsicht ein, damit sich nur diejenigen aus Kleinrussland und aus den Tscherkasen-Siedlungen auf den großrussischen Gebieten niederlassen dürfen; aber aus den Sloboda-Regimentern sollten Kosaken, ihre Verwandten und Gehilfen nicht aufgenommen werden“.
Die Slobode Tscherkassk, die in der ersten Hälfte des 18. Jahrhunderts von Ukrainern östlich der heutigen Stadt Kuibyschew am Fluss Kineli gegründet wurde und später Kinel-Tscherkaska genannt wurde, geht ebenso auf die Bezeichnung Tscherkas zurück.
Es gab auch einen dritten Namen, mit dem die Ukrainer in der unteren Wolgaregion bezeichnet wurden – Chochly. Dies ist im Allgemeinen eine herabwürdigende Bezeichnung, aber in der unteren Wolgaregion hatte sie eine neutrale Bedeutung. Etwa die Siedlungen Chochliwka-Beketiwka unweit von Zarizyn und Chochlazka-Karantanna in der Nähe von Astrachan (10 km) bezeugen dies.